# Wieża

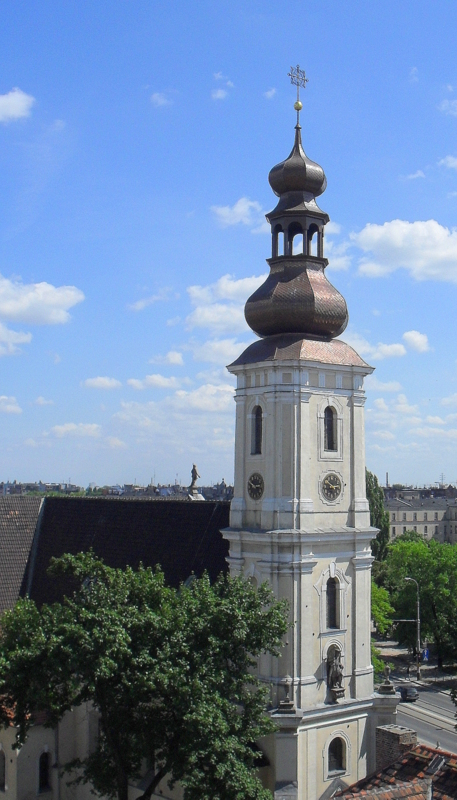
Wieża kościoła św. Maurycego we Wrocławiu

Wieża – konstrukcja o wymiarach poprzecznych znacznie mniejszych od wysokości, pracująca jako wspornik utwierdzony w fundamencie, obciążony działaniem wiatru w kierunku poziomym oraz obciążeniem grawitacyjnym. Wieże miały różne funkcje, szczególnie popularne były w architekturze średniowiecznej, przede wszystkim jako wieże obronne i kościelne – zarówno wolno stojące (kampanile, dzwonnice), jak i stanowiące część budynku kościoła. W średniowiecznym zamku występowały charakterystyczne formy mieszkalno-obronne (donżony) i tzw. wieże ostatniej obrony (stołpy).
Zasady obliczeń statycznych stalowych wież oraz masztów regulują normy PN-B-03204:2002 Konstrukcje stalowe. Wieże i maszty. Projektowanie i wykonanie oraz PN-EN 1993-3-1:2006 Eurokod 3 – Projektowanie konstrukcji stalowych – Część 3 -1: Wieże, maszty i kominy – Wieże i maszty.
Ze względu na przeznaczenie wyróżnia się kilkanaście rodzajów wież:
- wieże telewizyjne
- wieże ciśnień
- wieże obserwacyjne
- wieże obronne
- wieże kościelne
- i inne

## Galeria

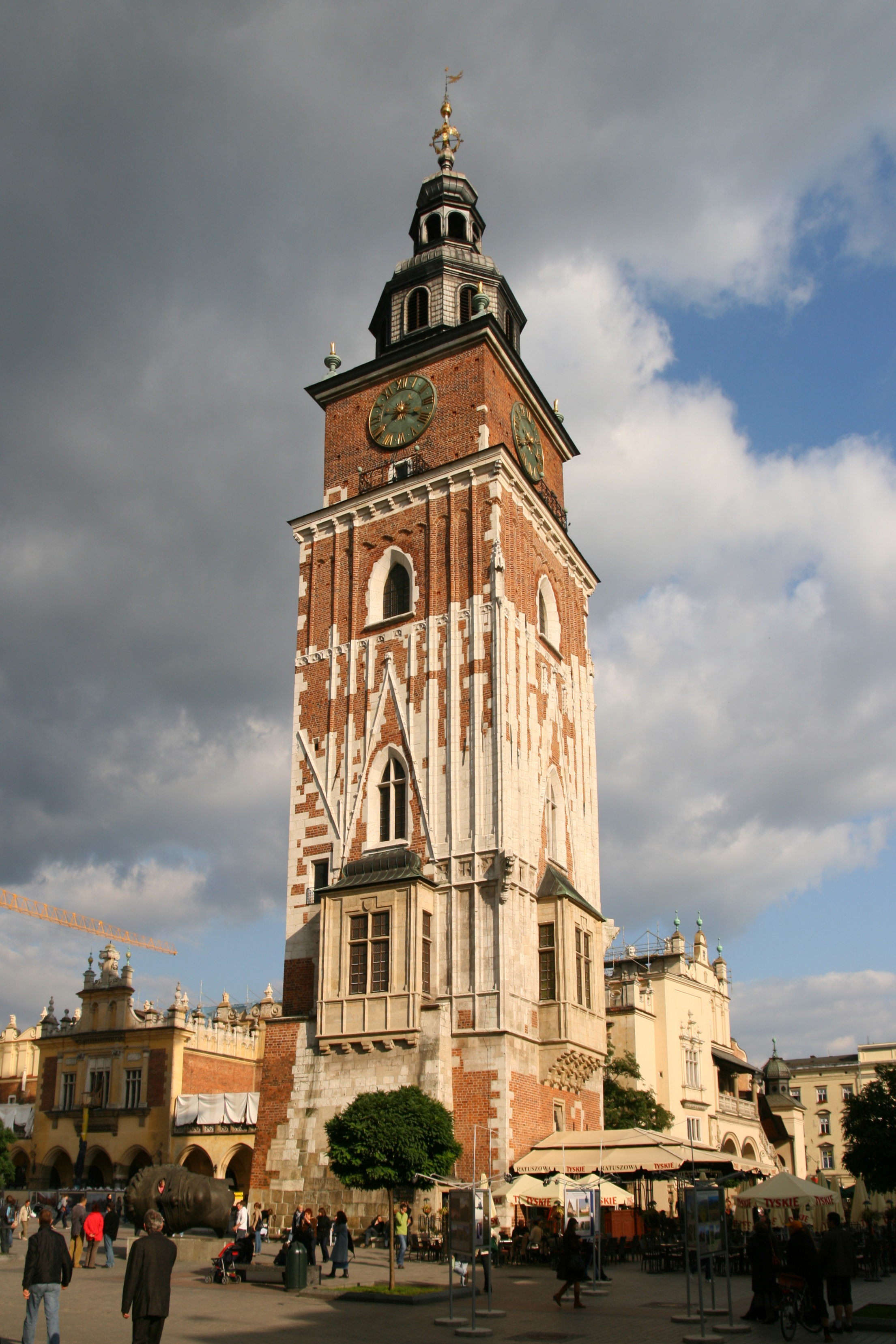
Wieża ratuszowa w Krakowie
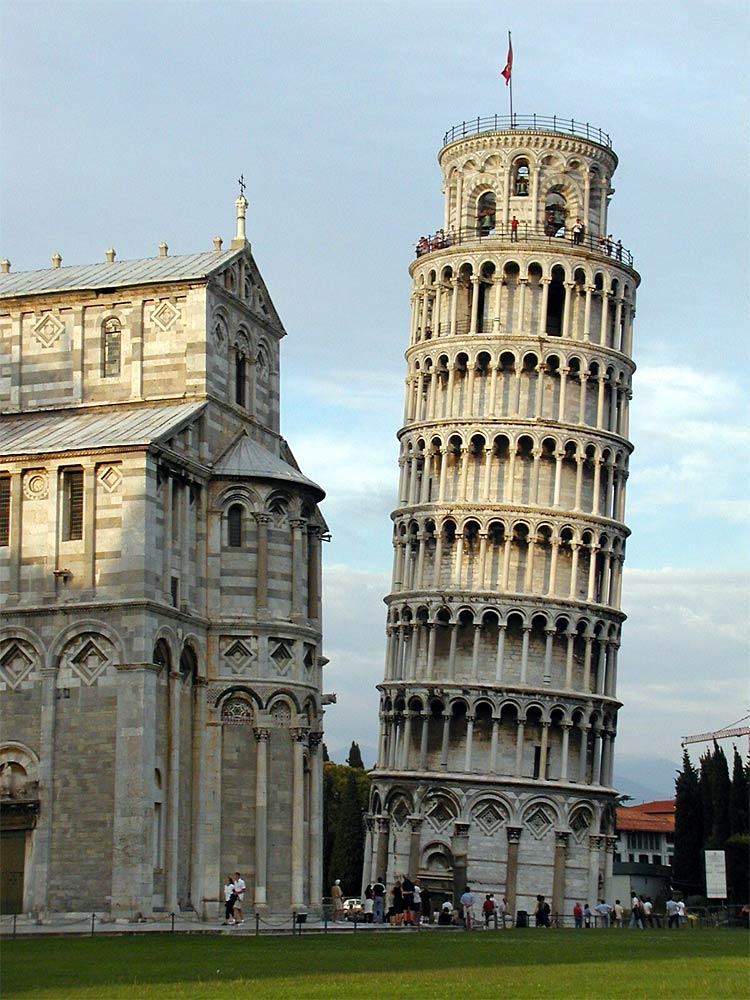
Krzywa Wieża w Pizie
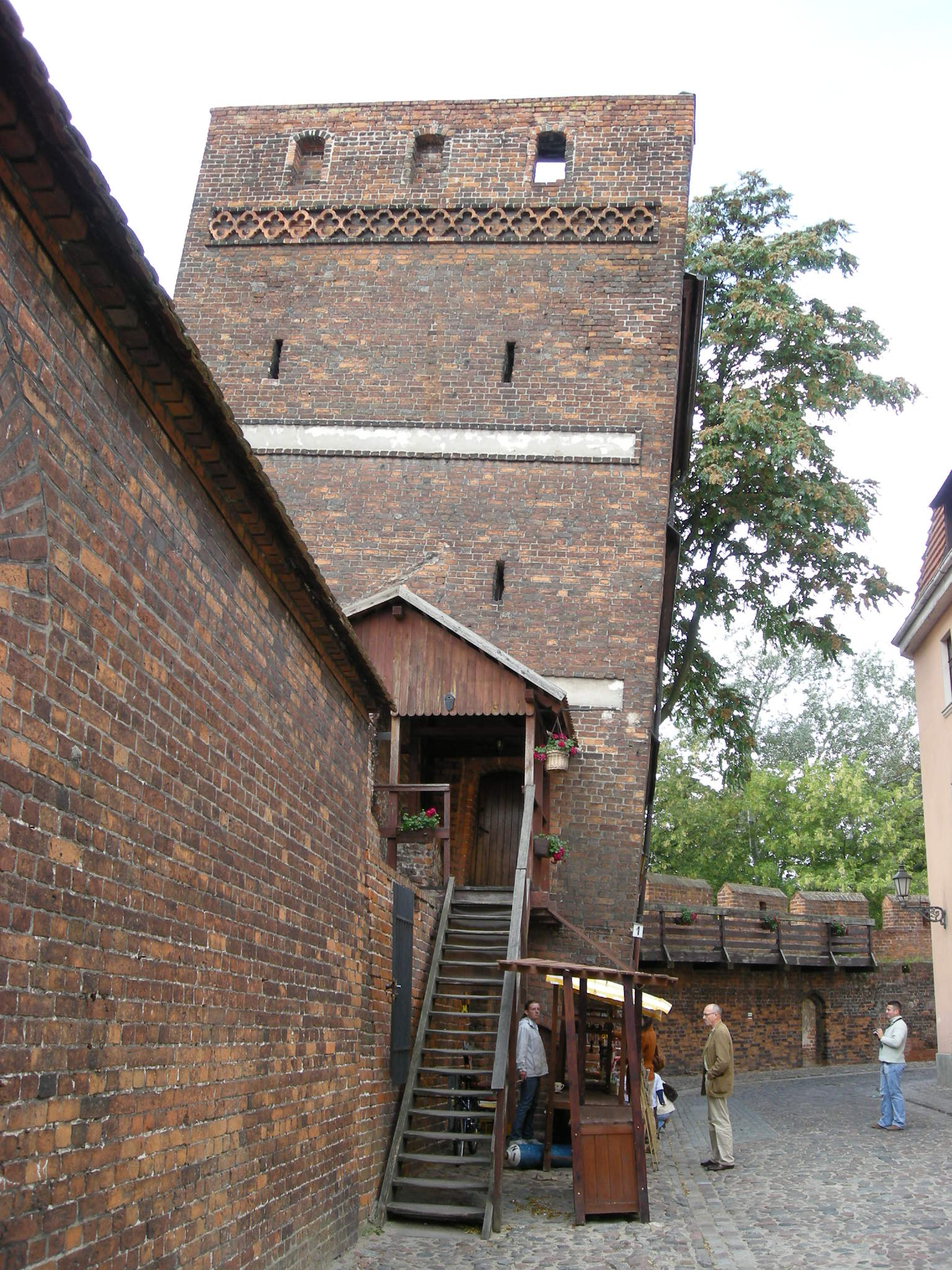
Krzywa Wieża w Toruniu
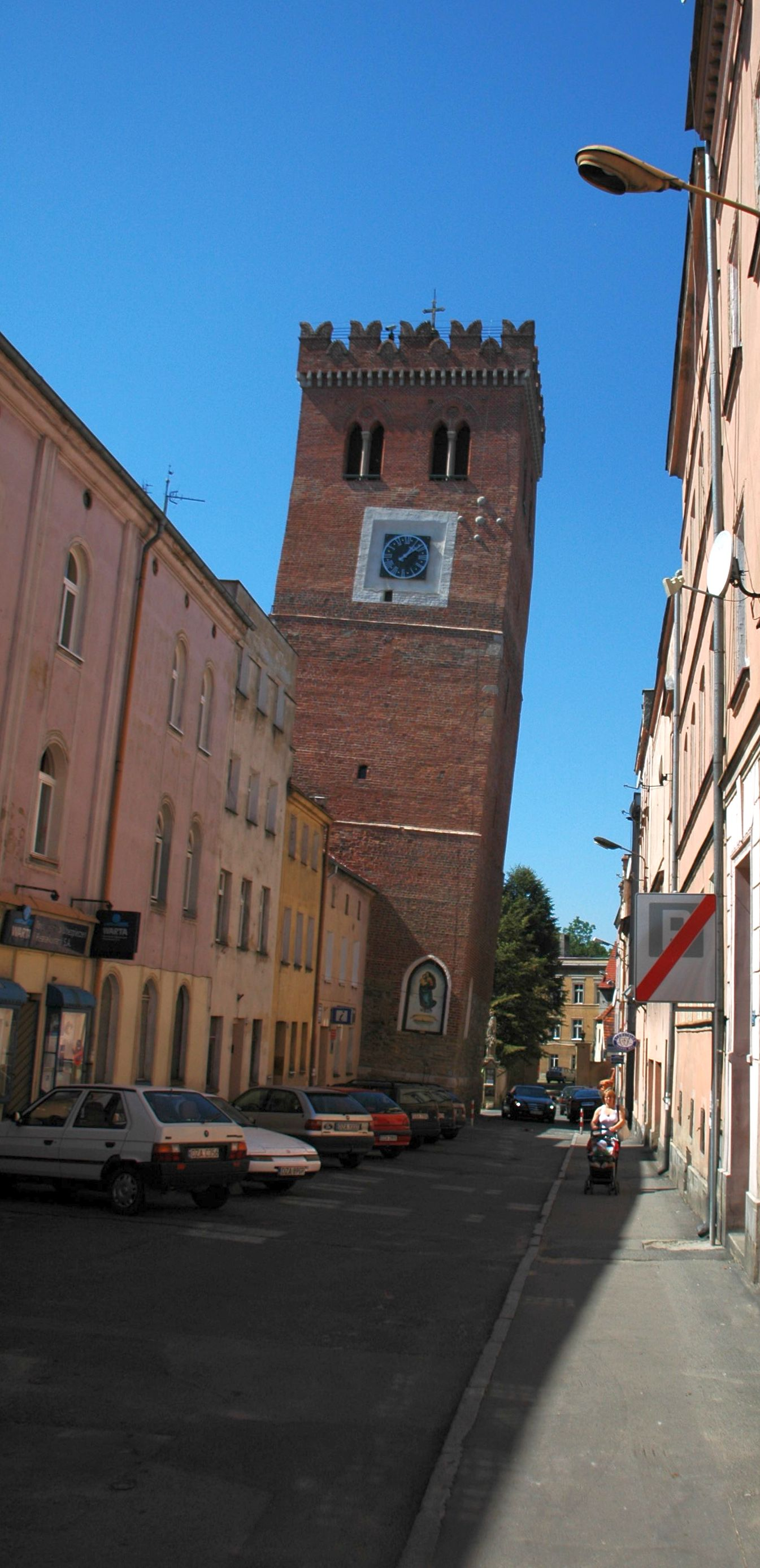
Krzywa wieża w Ząbkowicach Śląskich
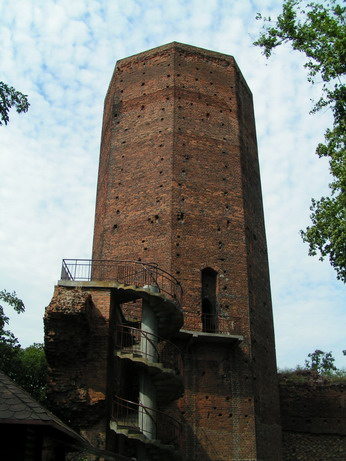
Mysia Wieża w Kruszwicy
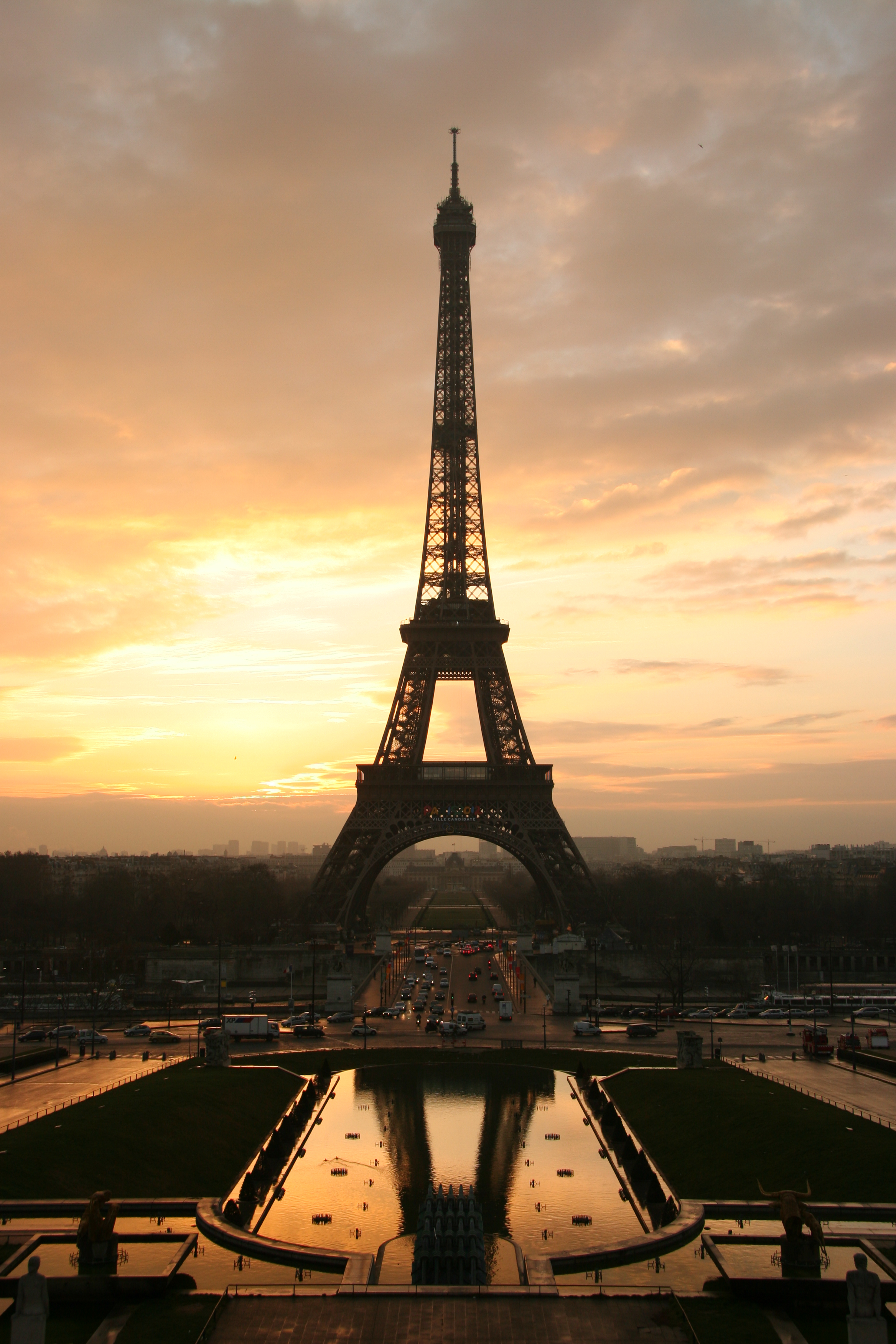
Wieża Eiffla
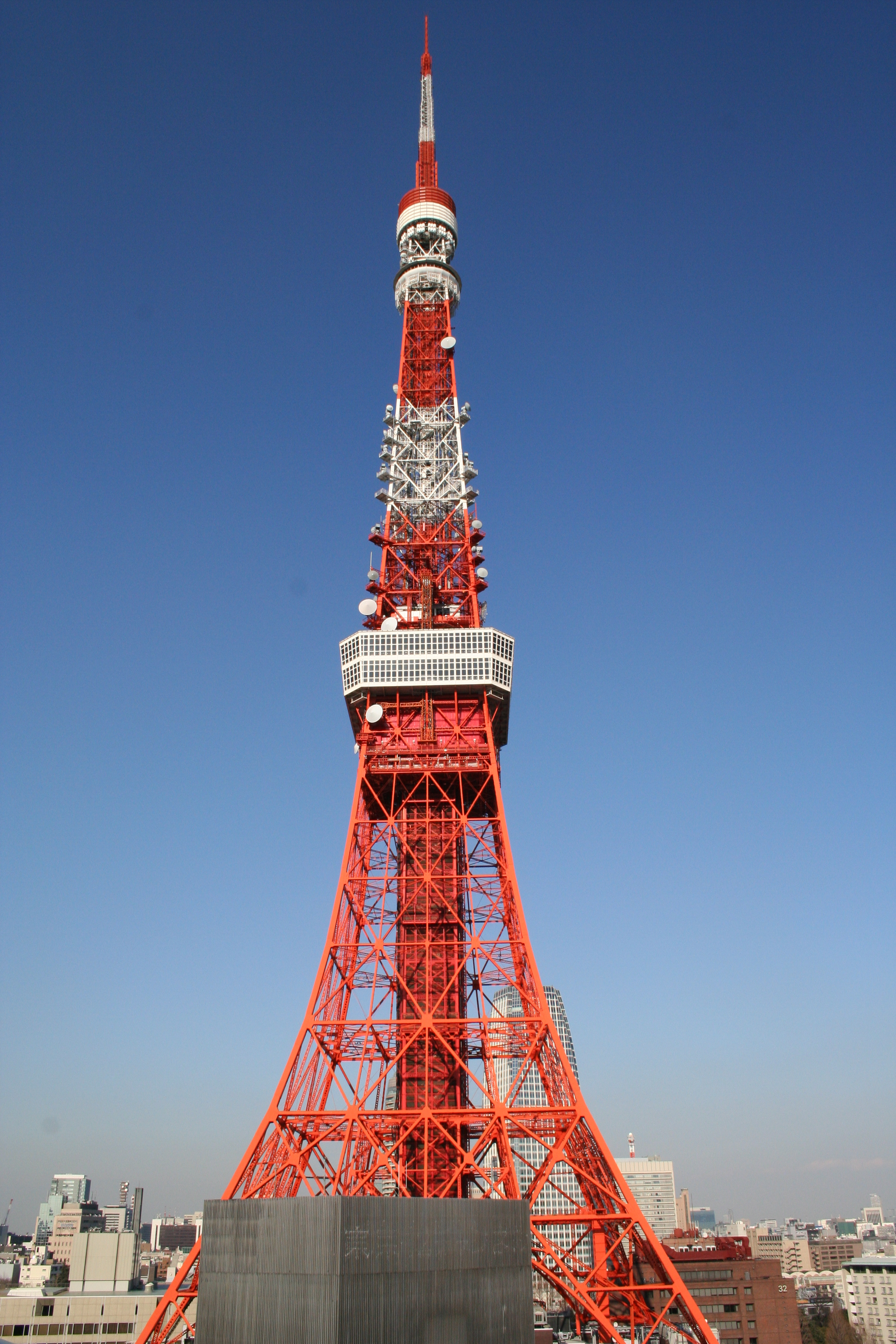
Wieża w Tokio
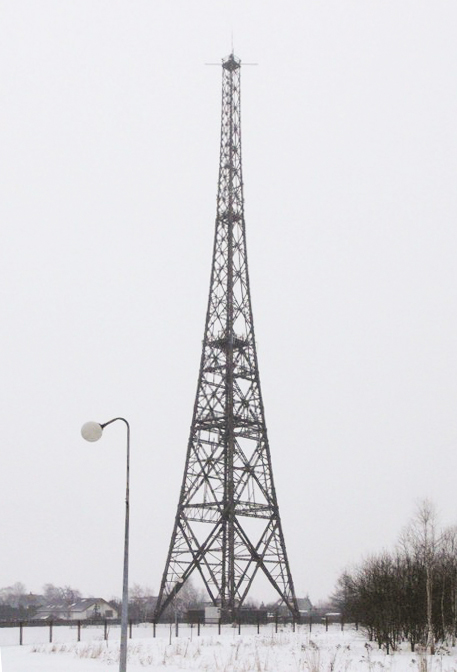
Wieża nadawcza radiostacji gliwickiej
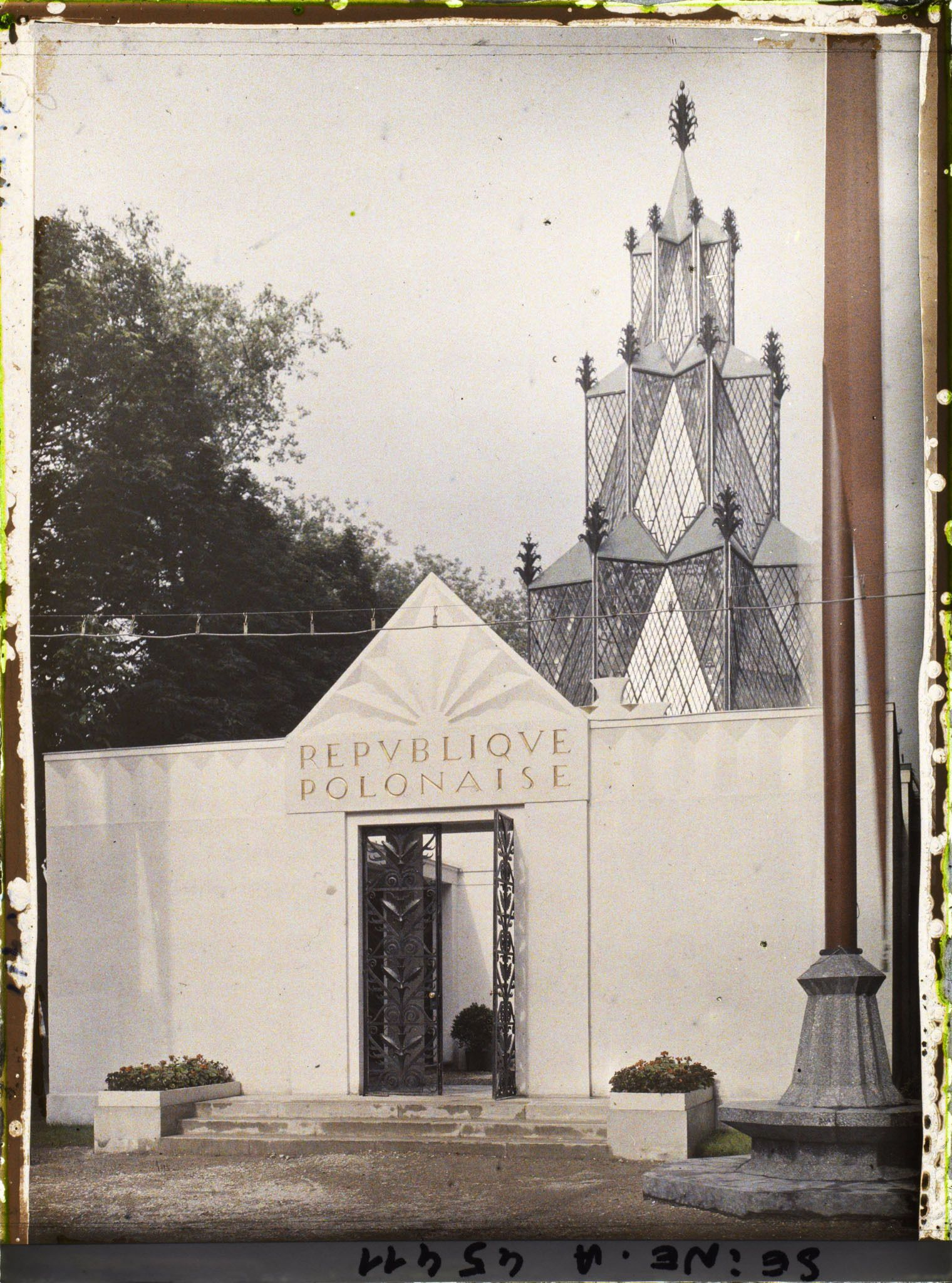
Szklana wieża polskiego pawilonu na Wystawie Światowej w Paryżu w 1925
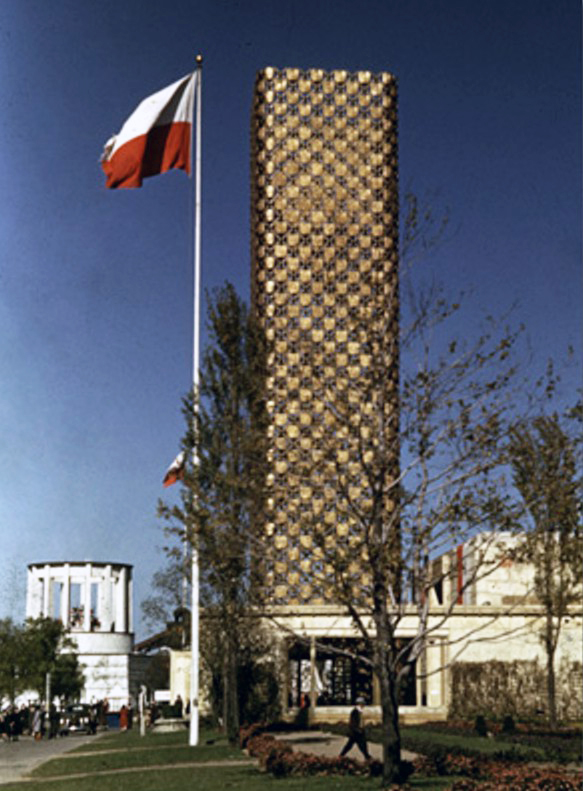
Stalowa wieża z tarczami z pozłacanej miedzi, polskiego pawilonu na Wystawie Światowej w Nowym Jorku w 1939
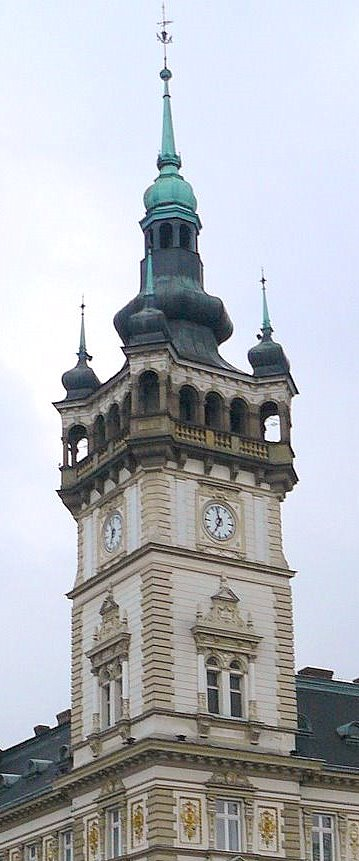
Wieża ratuszowa w Bielsku-Białej
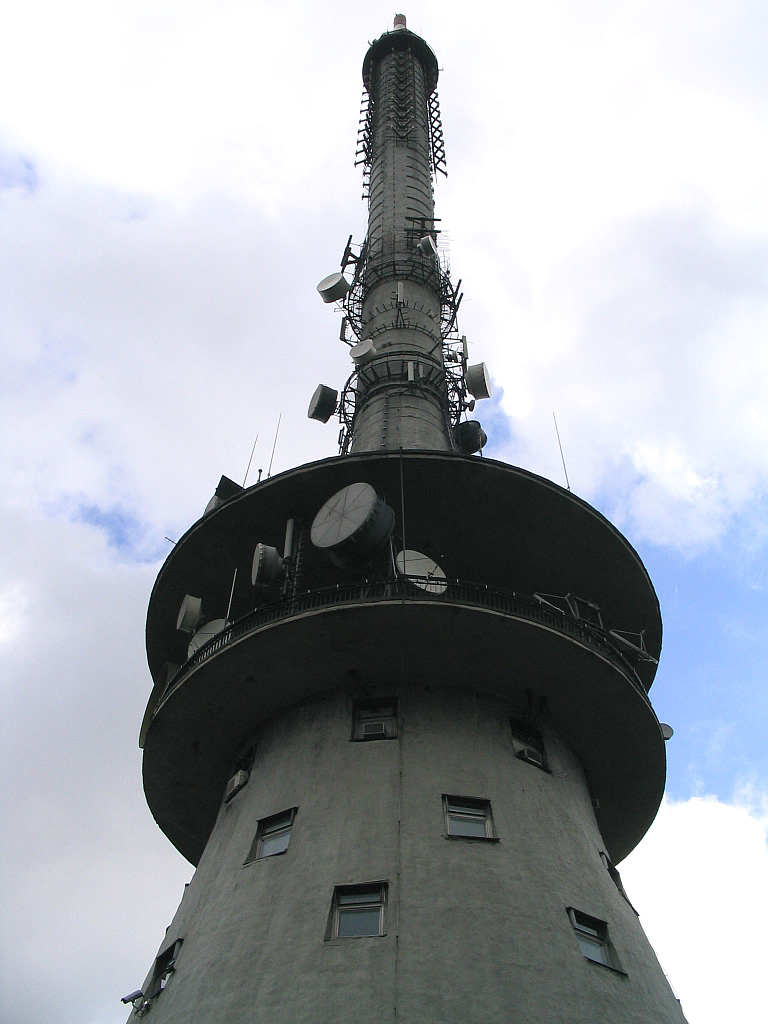
RTCN Święty Krzyż
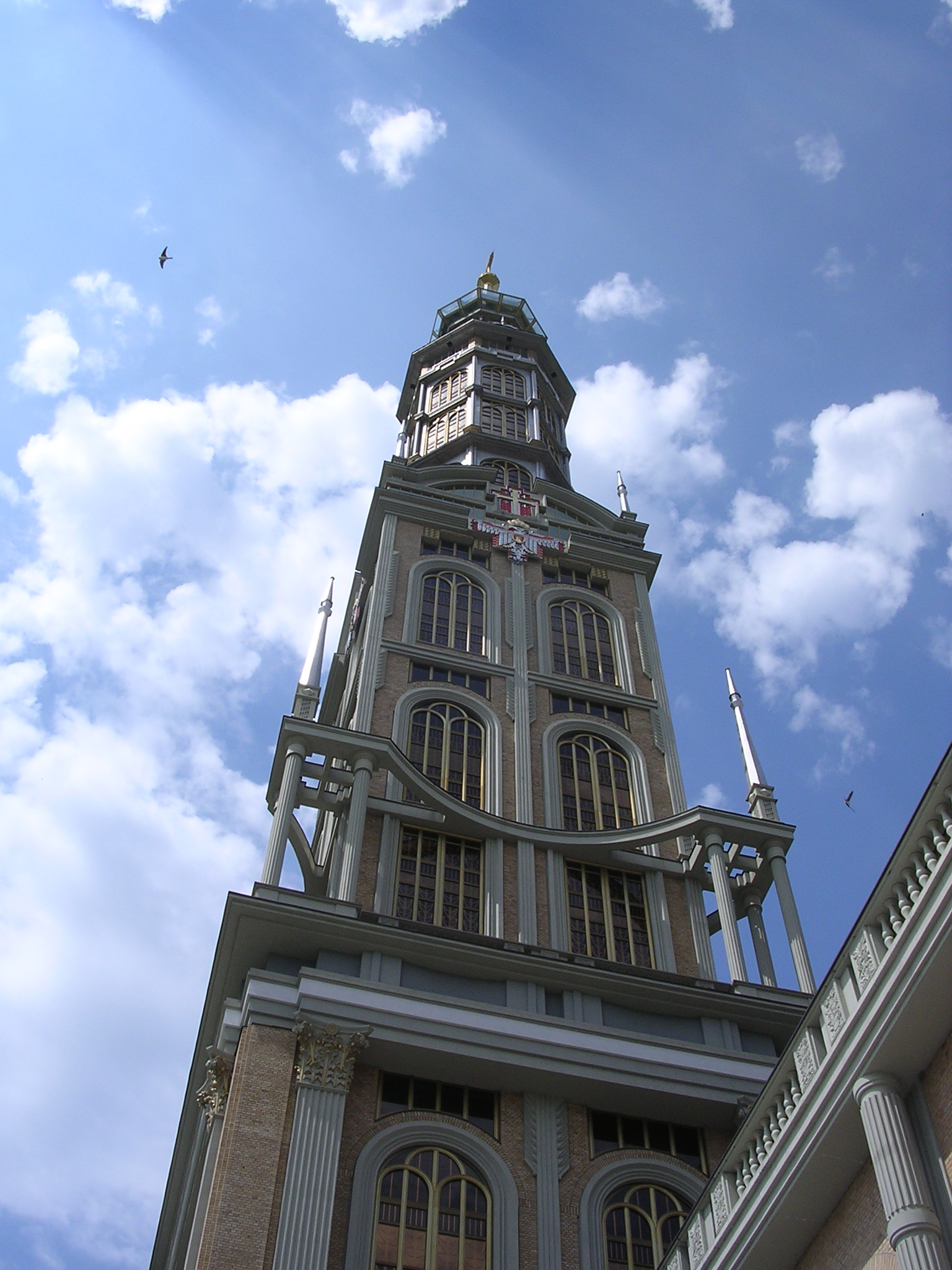
Wieża Bazyliki Matki Bożej Bolesnej Królowej Polski w Licheniu
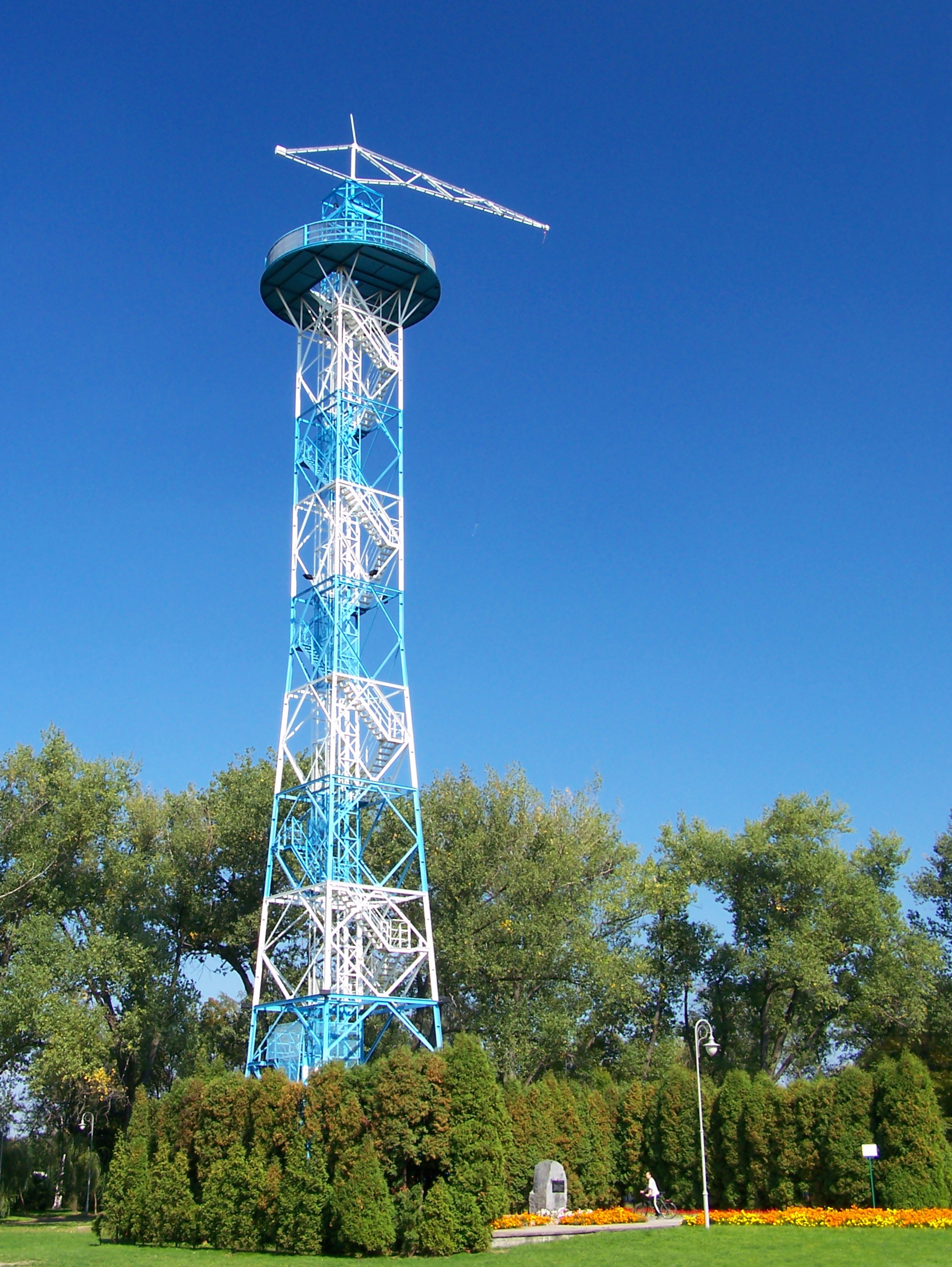
Wieża spadochronowa w Katowicach
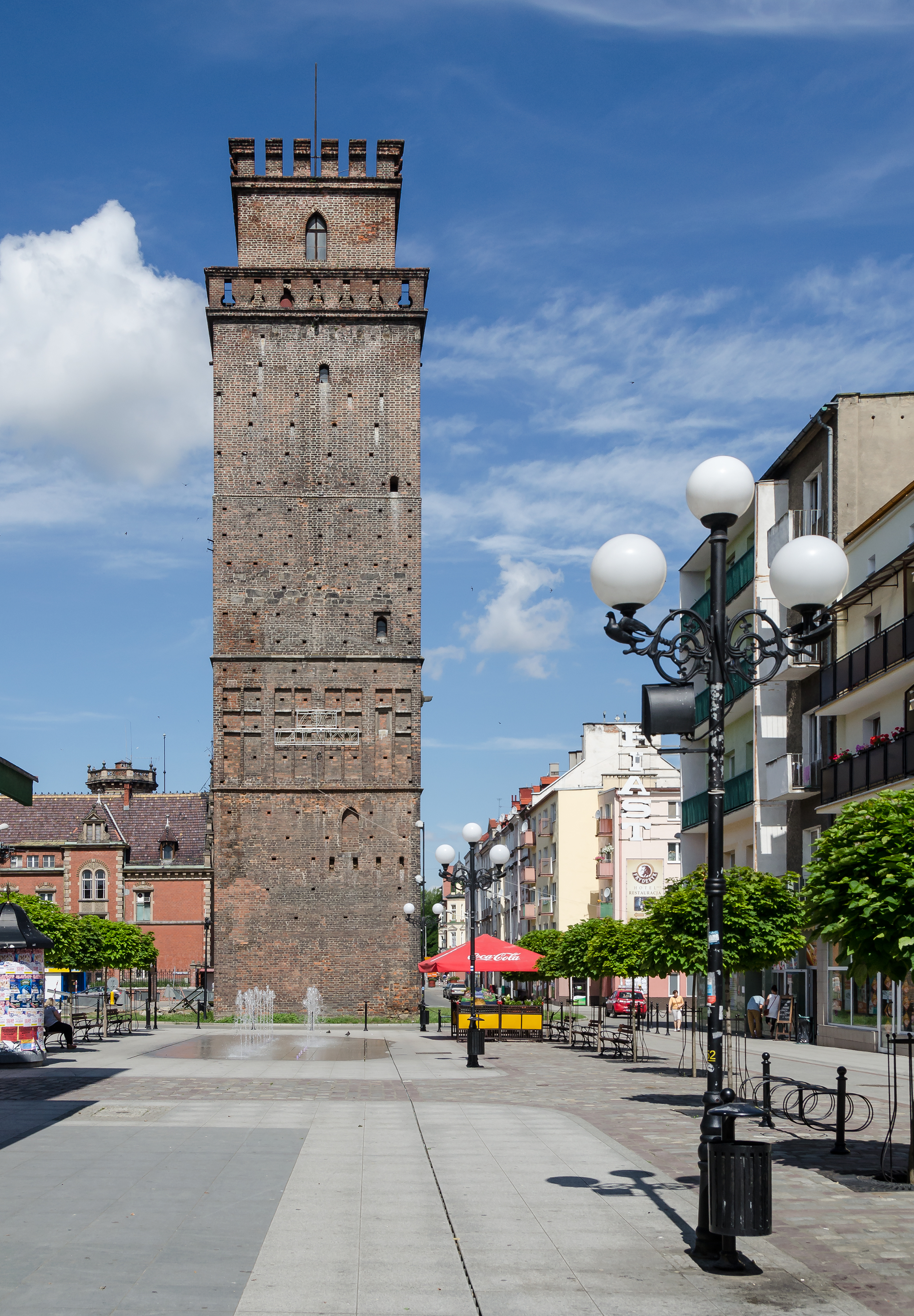
Wieża Ziębicka w Nysie
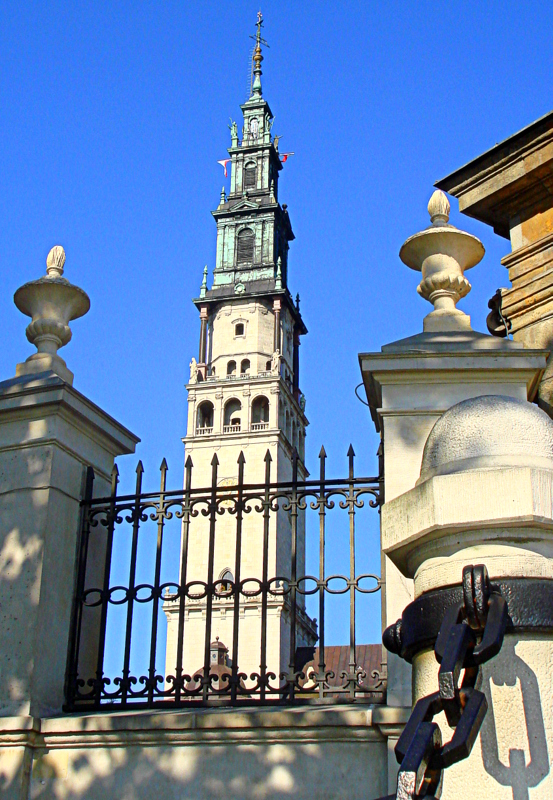
Wieża bazyliki jasnogórskiej
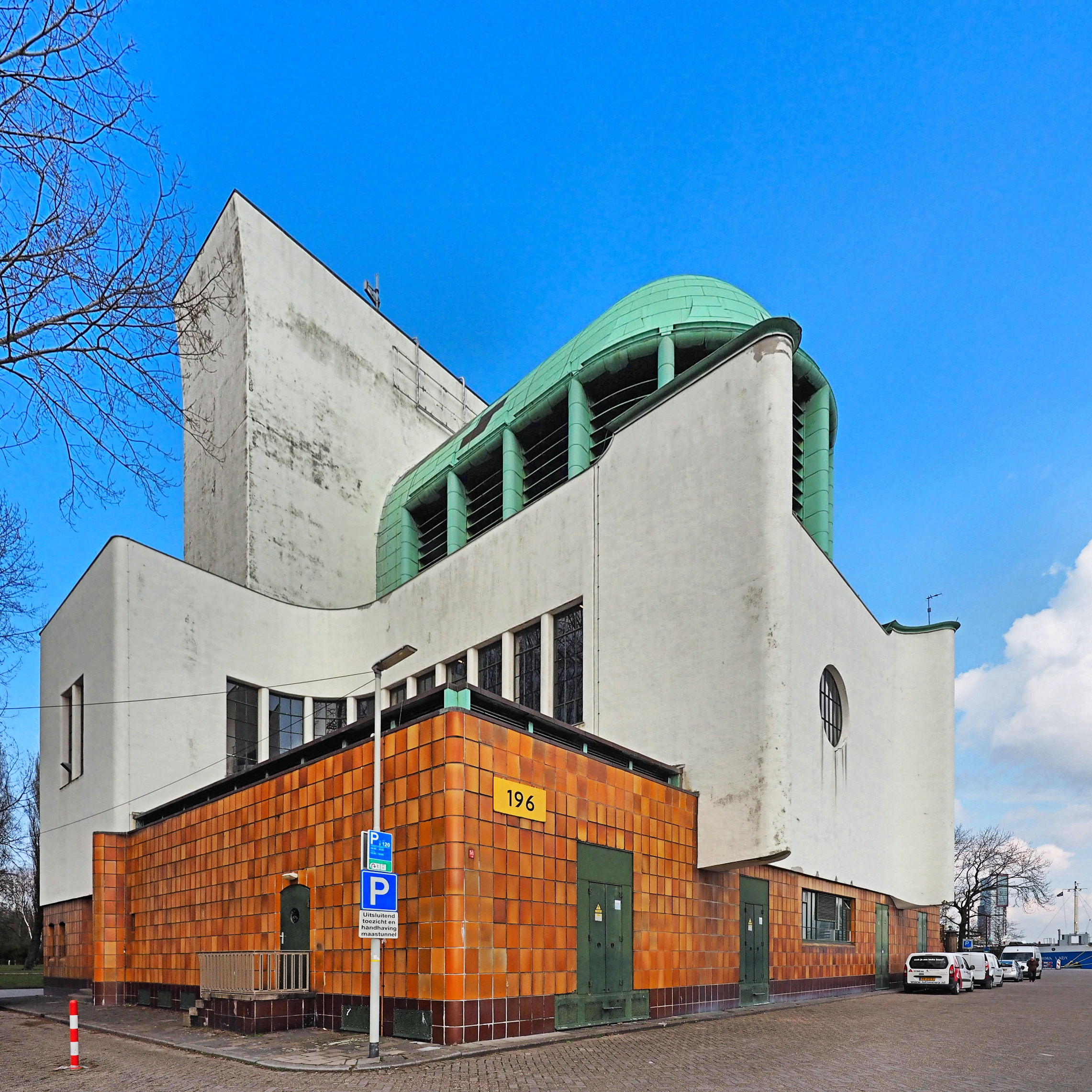
Wieża wentylacyjna tunelu pod Mozą w Rotterdamie (1937) stanowi przykład art déco